# ロザーナ
「ロザーナ」（Rosanna）は、アメリカ合衆国のロックバンドであるTOTOが1982年に発表したアルバム『TOTO IV～聖なる剣』に収録されている楽曲。この曲は1983年にグラミー賞最優秀レコード賞を獲得した。また、最優秀楽曲賞にノミネートされた。 
この曲はビルボードのホット100で5週間連続2位を記録し、全英シングルチャートで12位を記録した。

## 解説
「ロザーナ」は、メンバーのデヴィッド・ペイチによって書かれた曲である。この曲は、メンバーのスティーヴ・ポーカロと女優のロザンナ・アークエットの消滅した関係を歌ったものだといわれている。しかし実際は誤解であり、ペイチはコーラスに相応しい女性名を採用したに過ぎない
。
Aメロはスティーヴ・ルカサー、Bメロをボビー・キンボールが歌唱している。

## チャート
| チャート（1982年）                                                       | 最高位 |
| ------------------------------------------------------------------------ | ------ |
| オーストラリア・ケント・ミュージック・レポート                           | 16     |
| オーストリア・トップ40                                                   | 11     |
| ベルギー・シングルチャート                                               | 22     |
| カナダ・RPMアダルトコンテンポラリ・トラックス                            | 7      |
| カナダ・RPMトップシングル                                                | 4      |
| オランダ・シングルチャート                                               | 3      |
| フランス・シングルチャート                                               | 46     |
| ドイツ・シングルチャート                                                 | 24     |
| アイルランド・シングルチャート                                           | 11     |
| イタリア・シングルチャート                                               | 13     |
| ニュージーランド・シングルチャート                                       | 22     |
| ノルウェー・シングルチャート                                             | 2      |
| 南アフリカ・シングルチャート                                             | 3      |
| スペイン・ラジオチャート                                                 | 31     |
| スイス・シングルチャート                                                 | 3      |
| 全英シングルチャート                                                     | 12     |
| アメリカ合衆国・ビルボード・ホット100                                    | 2      |
| アメリカ合衆国・ビルボード・ホット・アダルトコンテンポラリ・トラックス   | 17     |
| アメリカ合衆国・ビルボード・ホット・メインストリーム・ロック・トラックス | 8      |

### 年間チャート
| チャート（1982年）                             | 最高位 |
| ---------------------------------------------- | ------ |
| アメリカ合衆国・ビルボード・ホット100          | 14     |
| 南アフリカ・シングルチャート                   | 15     |
| カナダ・RPMトップシングル                      | 27     |
| イタリア・シングルチャート                     | 30     |
| オランダ・シングルチャート                     | 31     |
| オーストラリア・ケント・ミュージック・レポート | 74     |

## サンプリングによる使用
イギリスの音楽グループであるアート・オブ・ノイズが「ロザーナ」を1秒サンプリングした1983年のトラック「Beat Box (Diversion One)」が、彼らのアルバム『誰がアート・オブ・ノイズを…』と『Daft』に収録されている。.

## ドラム・パターン
この曲でドラマーが演奏する通常のパターンは、「ハーフタイム・シャッフル」（パーディ・シャッフル）と呼ばれるもので、ジャズの影響を受けている。ゴースト・ノートを特徴とし、演奏したジェフ・ポーカロは「バーナード・パーディ・ハーフタイム・シャッフル」または「ジョン・ボーナム・ビート」（ボーナムがレッド・ツェッペリンの「フール・イン・ザ・レイン」で演奏しているため）と呼んでいた。そのパターンの難易度は非常に高いが、ジェフ・ポーカロによって演奏された。

## ミュージック・ビデオ
ビデオでは、都会の街影で赤いきらびやかなドレスを羽織ったダンサーのロザーナと灰色の背景を対照させている。バンドは鎖状のフェンス内で演奏している。シンシア・ローズがリード・ダンサーを演じ、パトリック・スウェイジが男性ダンサーの1人を演じている。彼らは1987年の映画『ダーティ・ダンシング』で再度共演した。